# Federazione calcistica della Macedonia del Nord
La Federazione calcistica della Macedonia del Nord (mac. Фудбалска Федерација на Северна Македонија, acronimo FFSM) è l'ente che governa il calcio in Macedonia del Nord.
Fondata nel 1949, ha sede nella capitale Skopje e controlla il campionato nazionale, la coppa nazionale e la Nazionale del paese.